# Halidou Tinto
 (juin 2025).
Halidou Tinto, né en 1968, est un chercheur et épidémiologiste burkinabè, spécialisé dans la lutte contre le paludisme. Directeur de l'Institut de Recherche en Sciences de la Santé (IRSS) à Ouagadougou, il est reconnu pour ses contributions majeures dans le développement de vaccins et la promotion de la santé publique au Burkina Faso et en Afrique. En 2023, il a été désigné comme l'une des 10 personnalités scientifiques les plus influentes au monde par la revue Nature.

## Biographie
Halidou Tinto est né au Burkina Faso. Après des études en médecine et en épidémiologie[Où ?], il a obtenu un doctorat en parasitologie[Lequel ?]et s'est spécialisé dans la recherche sur les maladies infectieuses, en particulier le paludisme. Il a rejoint l'Institut de Recherche en Sciences de la Santé (IRSS) où il occupe actuellement le poste de directeur.

## Carrière et contributions scientifiques

### Recherche sur le paludisme
Halidou Tinto est mondialement reconnu pour ses travaux sur le paludisme. Il a dirigé plusieurs essais cliniques de vaccins, dont le RTS,S/AS01 (Mosquirix), le premier vaccin antipaludique approuvé par l'OMS. Ses recherches ont également contribué au développement du R21/Matrix-M, un vaccin prometteur avec une efficacité de plus de 75 %.

### Promotion de la santé publique
En plus de ses recherches, Halidou Tinto s'engage activement dans la promotion de la santé publique. Il a participé à des campagnes de sensibilisation sur la vaccination et a collaboré avec des organisations internationales comme Gavi pour améliorer l'accès aux vaccins en Afrique.

## Distinctions et reconnaissance
En 2023, Halidou Tinto a été nommé parmi les 10 personnalités scientifiques les plus influentes au monde par la revue Nature. En 2025, il a reçu le titre de docteur honoris causa des universités belge et française[Lesquelles ?] pour ses contributions exceptionnelles à la recherche médicale.

## Vie personnelle
Halidou Tinto est marié et père de plusieurs enfants[réf. nécessaire]. Il est connu pour son engagement en faveur de l'éducation et de la santé en Afrique, et pour son humilité malgré ses succès internationaux[réf. nécessaire].